# 킹시티역
킹시티역(King City Station)은 캐나다 온타리오주 킹시티에 있는 GO 트랜싯의 통근열차 노선인 배리선의 정차역이다. 이 역은 인근에 있는 노블턴, 오크릿지스, 본에 있는 메이플 북쪽과 킹 타운십의 다른 지역 주민들도 이용한다.

## 위치
킹시티역은 메트로링스가 소유하는 뉴마켓선 22.7 마일 (36.5 km) 지점에 위치해있으며, 북쪽으로 오로라역, 남쪽으로 메이플역 사이에 위치해있다. 이 역은 요크 지방자치구 킹 타운십에 위치해있으며, 온타리오, 심코, 휴론 철도의 정차역으로 개통했지만 이후 역 위치를 이전하면서 GO 트랜싯이 새로운 역 건물을 짓게 되었다. 본 교외 지역의 북쪽에 위치해있지만 이곳도 본 연선의 철도역과 동시에 승객 수가 늘어나는 추세이다.

## 역사
킹역은 1853년에 온타리오, 심코, 휴론 철도 (Ontario, Simcoe, Huron Railway)가 토론토에서 콜링우드까지 철도를 건설하면서 개통하였다. 1853년 5월 16일에는 토론토에서 오로라까지만 개통하였으며, 1854년 12월에는 콜링우드까지 연장되었다. 킹시티에 철도가 개통하면서 지역도 성장을 거듭하였다. 1859년에 온타리오, 심코, 휴론 철도는 캐나다 북부 철도 (Northern Railway of Canada)로 재편하였다.
킹역이 개통하고 수십 년 뒤에 이 철도의 소유주는 여러 번 바뀌었는데, 처음에는 북부 철도와 해밀턴 & 북서부 철도 (Hamilton & North-Western Railway)가 통합하여 북부 & 북서부 철도 (Northern & North Western Railway)가 되었고, 1881년에 들어서서 킹역에는 하루 다섯 편의 열차가 정차하였다. 1888년, 북부 & 북서부 철도는 그랜드트렁크 철도 (Grand Trunk Railway)로 인수되고 1900년에 역 건물이 일부 보수 공사를 거쳤다. 보수 공사로 역무실에 창문을 설치하여 지나가는 기차를 바라볼 수 있도록 하고, 내부도 일부 변경되었을 것으로 추정된다. 1920년에 들어서서 킹역의 일일 정차 횟수는 8회로 늘어났다. 그랜드트렁크는 20세기에 들어서서 재정난을 겪었고 이에 따라 공기업인 캐나다 내셔널 철도로 흡수되었다.
20세기 초중반에 들어서서 북미에서는 자동차가 주 교통 수단이 되었고 이에 따라 킹역의 승객 수도 감소하였다. 이와 동시에 1952년에 400번 고속도로가 개통하여 1964년에 여객 취급이 중단되어 킹역은 수년 동안 방치되었다. 1968년에 킹역 건물은 코트라이트 보전센터로 이전되었지만 건물은 급격히 노후화되었다. 기존 역 건물은 1989년에 킹 타운십 박물관으로 이전되었고, 이후 복원 작업을 거쳐 박물관 방문객들에게 전시하고 있다.
1982년, GO 트랜싯이 킹시티역을 새로 짓고 토론토와 브래드퍼드를 잇는 통근열차를 개통하면서 킹시티에 18년 만에 통근열차 운행이 재개되었다. 2002년에 주 정부의 공사 지원금으로 주차 공간을 기존 111대에서 255대로 늘렸다.
지붕이 있는 역 건물은 2005년 여름에 완공되었고 선로 서쪽에 있는 두 번째 주차장은 2006년 2월에 개통하였다.
2021년 2월, 온타리오주 공기업인 메트로링스는 킹시티역 근처 스테이션 로드와 킬 스트리트에 있는 부지를 배리선 복선 전철화 공사의 일환으로 매입하였다. 메트로링스는 자동차 정비소로 오염된 부지의 오염 제거 작업은 부지 공시지가인 210만 달러보다 더 많은 비용이 들어갈 것이라는 이유로 부지 주인에게 1달러를 제공하였다. 부지 주인은 매입 보상금으로 1달러는 말이 안 된다며 메트로링스를 상대로 온타리오주 고등법원에 소송을 제기하였다.

## 역 구조
킹시티역은 직원이 상주하지 않는 무인역으로, 통근열차 티켓 구매나 카드 충전은 역에 있는 자동판매기에서 할 수 있다. 프레스토 카드가 없는 경우에는 신용카드나 체크카드를 단말기에 태그해 요금을 정산할 수도 있고, 스마트폰에서 GO 트랜싯 홈페이지에 들어가 이티켓 (e-ticket)을 구매할 수도 있다.
역 안에는 대합실, 화장실, 와이파이, 공중전화가 있으며, 승강장에는 눈이나 비를 피할 수 있는 쉼터가 있으며 겨울에는 난방도 된다. 역 건물과 승강장, 열차 내부는 휠체어 승객도 이용할 수 있으며, 휠체어 승객은 승강장 중앙에 있는 경사 램프에 올라가 열차가 정차할 때 직원의 도움을 받아 승차할 수 있다. 이 역에는 총 다섯 곳의 주차장이 있다. 역 바로 앞에 있는 주 주차장에는 240대 규모의 주차 공간이 있으며, 이곳은 사전에 전용 주차 공간을 예약한 승객만 주차할 수 있다. 스테이션 로드 26번지에 있는 북부 주차장은 69대 규모로, 일부 주차 공간은 사전에 예약한 승객만 주차할 수 있다. 남부 주차장도 예약이 필요한 주차장으로 총 122대 규모의 주차 공간이 있다. 스테이션 스트리트에 있는 서부 주차장에는 총 155대 규모의 주차 공간이 있으며, 여기는 예약이 따로 필요하지 않고 최대 48시간까지 무료 주차가 가능하다. 또한 역 북쪽에 있는 킹시티 교회 주차장에도 GO 트랜싯 승객이 주차할 수 있는데, 이곳은 50대 규모의 주차 공간이 있다.
이 외에도 자전거를 타고 오는 승객들을 위한 자전거 거치대가 있으며, 카풀하는 승객들을 위한 카풀 전용 주차 공간도 마련되어있다. GO 트랜싯, 요크 지역 교통 및 온타리오 노스랜드 버스를 이용하는 승객들은 킬 스트리트에 있는 버스 정류장에서 버스에 승차할 수 있다.

## 운행 계통
2023년 6월 기준 배리선 열차는 토론토 방면 평일 오전에 8회 운행하며, 반대 방향으로는 평일 오후에 앨런데일 워터프론트 방면 7대, 브래드퍼드 방면 열차가 1대 정차한다. 주말에는 토론토와 앨런데일 워터프론트 방면 열차가 6대씩 정차한다. 나머지 시간대에는 유니언역 버스 터미널에서 오로라나 이스트귈림버리역까지 버스가 운행하며, 이후 둘 중 한 역에서 배리까지 가는 버스로 갈아탈 수 있다.
배리선은 나중에 복선 전철화가 되는 대로 통근열차 운행 횟수가 늘어나게 되며, 매일 상시 운행을 목표로 두고 있다.

## 버스 연결편
킹시티역에서는 GO 트랜싯의 63번 버스가 토론토 방면으로 하루 1회, 65번 버스가 통근열차가 운행하지 않는 시간대에 운행한다. YRT 시내버스는 평일에 상시 운행하며, 온타리오 노스랜드 시외버스가 매일 정차한다. GO 트랜싯과 요크 지역 시내버스 간 환승 시 환승 할인이 적용되며 시내버스 요금은 차감되지 않는다.

### GO 트랜싯
| 노선 | 노선            | 노선                | 종점             | 종점 | 종점                 | 경유지 | 기준일          | 비고 |
| ---- | --------------- | ------------------- | ---------------- | ---- | -------------------- | --- | --------------- | ---- |
| 63   | 킹시티 / 토론토 | King City / Toronto | 킹시티역         | →    | 유니언역 버스 터미널 | 메이플역 · 러더퍼드역 · 유니언역 버스 터미널                                                                              | 2023년 6월 24일 |      |
| 65E  | 뉴마켓 / 토론토 | Newmarket / Toronto | 이스트귈림버리역 | ↔    | 유니언역 버스 터미널 | - 토론토 방면: 메이플역 · 러더퍼드역 · 유니언역 버스 터미널 - 이스트귈림버리 방면: 오로라역 · 뉴마켓역 · 이스트귈림버리역 | 2023년 6월 24일 |      |
| 65F  | 뉴마켓 / 토론토 | Newmarket / Toronto | 오로라역         | ↔    | 유니언역 버스 터미널 | - 토론토 방면: 메이플역 · 러더퍼드역 · 유니언역 버스 터미널 - 오로라 방면: 오로라역                                       | 2023년 6월 24일 |      |

### 요크 지역 교통국
|  |

|  |

|  |

|  |

|  |

| 머레이   |
| 에드워드 |

|  |

| 헨더슨   |
| 알라우라 |

|  |  |  |

|  |  |  |

|  |  |  |

| 블랙포레스트 |
| 워싱턴       |

|  |  |  |

|  |  |  |

|  |  |  |

|  |  |  |

|  |  |  |

|  |

|  |

|  |

|  |

|  |

|  |

|  |  |  |

|  |

|  |  |  |

|  |  |  |

|  |  |  |

|  |

|  |

|  |

|  |

|  |

| 머레이   |
| 에드워드 |

|  |

| 헨더슨   |
| 알라우라 |

|  |  |  |

|  |  |  |

|  |  |  |

| 블랙포레스트 |
| 워싱턴       |

|  |  |  |

|  |  |  |

|  |  |  |

|  |  |  |

|  |  |  |

|  |

|  |

|  |

|  |

|  |

|  |

|  |  |  |

|  |

|  |  |  |

|  |  |  |

|  |  |  |

|  |

|  |

|  |

|  |

|  |

| 머레이   |
| 에드워드 |

|  |

| 헨더슨   |
| 알라우라 |

|  |  |  |

|  |  |  |

|  |  |  |

| 블랙포레스트 |
| 워싱턴       |

|  |  |  |

|  |  |  |

|  |  |  |

|  |  |  |

|  |  |  |

|  |

|  |

|  |

|  |

|  |

|  |

|  |  |  |

|  |

|  |  |  |

|  |  |  |

|  |  |  |

|  |

|  |

|  |

|  |

|  |

| 머레이   |
| 에드워드 |

|  |

| 헨더슨   |
| 알라우라 |

|  |  |  |

|  |  |  |

|  |  |  |

| 블랙포레스트 |
| 워싱턴       |

|  |  |  |

|  |  |  |

|  |  |  |

|  |  |  |

|  |  |  |

|  |

|  |

|  |

|  |

|  |

|  |

|  |  |  |

|  |

|  |  |  |

|  |  |  |

|  |  |  |

이 외에도 평일 오전 5시 30분부터 오전 9시 30분까지, 또한 오후 4시부터 오후 8시까지 킹시티역 근처에 사는 주민들은 수요 응답형 차량을 이용할 수 있는데, 북쪽으로 15번 사이드로드, 동쪽으로 더퍼린 스트리트, 서쪽으로 제인 스트리트, 남쪽으로 킹 본 로드 사이에 사는 주민들이 이용할 수 있다. 수요 응답형 차량을 이용하고자 하는 승객은 모빌리티 온 리퀘스트 (Mobility On-Request) 앱이나 YRT 고객센터 (1-844-667-5327)를 통해 자신이 가고자 하는 주소를 입력해 차량을 예약할 수 있으며, 출발 최소 15분 전에 예약해야 한다. 요금은 일반 YRT 요금과 동일하다. 수요 응답형 차량 또한 YRT 버스와 마찬가지로 GO 트랜싯을 이용할 때 환승 할인을 받을 수 있다.

### 온타리오 노스랜드
킹시티역에는 토론토와 노스베이, 서드베리를 잇는 온타리오 노스랜드 시외버스가 정차한다. 노스베이와 서드베리 방면 시외버스는 킹시티역에 필수 정차하고 토론토 방면은 선택 정차로 버스 기사에게 정차 의사를 밝혀야 한다.
- 101-102번: 요크데일 버스 터미널 · 하이웨이 407역 · 킹시티역 · 배리 · 오릴리아 · 그레이븐허스트 · 브레이스브릿지 · 헌츠빌 · 노스베이 (매일 운행)
- 201-202번: 요크데일 버스 터미널 · 하이웨이 407역 · 킹시티역 · 배리 · 오릴리아 · 콜드워터 · 포트세번 · 맥티어 · 패리사운드 · 푸앵토바릴 · 앨번 · 서드베리 (매일 운행)

## 인접한 역
| 메트로링스 뉴마켓선             | 메트로링스 뉴마켓선 | 메트로링스 뉴마켓선 |
| ------------------------------- | ------------------- | ------------------- |
| 오로라 앨런데일 워터프론트 방면 | GO 트랜싯 배리선    | 메이플 유니언 방면  |